# Chactidae
Chactidae é uma família de escorpiões, da ordem Arachnida.

## Gêneros
| Anuroctonus Pocock, 1893              |
| Auyantepuia Gonzales-Sponga, 1978     |
| Belisarius Simon, 1879                |
| Brotechactas Pocock, 1893             |
| Brotheas C. L. Koch, 1837             |
| Chactas Gervais, 1844                 |
| Hadrurochactas Pocock, 1893           |
| Neochactas Soleglad & Fet, 2003       |
| Nullibrotheas Williams, 1974          |
| Teuthraustes Simon, 1878              |
| Uroctonus Thorell, 1876               |
| Vachoniochactas Gonzales-Sponga, 1978 |